# Арджеш (цинут)
Цинут Арджеш або цинут Бучеджь (рум. Ținutul Argeș або Ținutul Bucegi) — один із десятьох цинутів Румунського королівства з адміністративним центром у Бухаресті. Названий на честь річки Арджеш (інша назва — від гір Бучеджь). Охоплював Мунтенію та частину Трансильванії.

## Історія
Цинути було запроваджено 1938 року з метою укрупнення адміністративно-територіального поділу Румунського королівства на зразок німецьких земель або югославських бановин. 71 тодішній жудець Румунії було розформовано, а замість них утворено десять цинутів. Цинут Арджеш включав 10 колишніх жудеців:
- Арджеш (рум. Argeș, центр Пітешть)
- Брашов (рум. Brașov, центр Брашов)
- Бузеу (рум. Buzău, центр Бузеу)
- Влашка (рум. Vlașca, центр Джурджу)
- Димбовіца (рум. Dâmbovița, центр Тирговіште)
- Ілфов (рум. Ilfov, центр Бухарест)
- Мусчел (рум. Muscel, центр Кимпулунг)
- Прахова (рум. Prahova, центр Плоєшті)
- Телеорман (рум. Teleorman, центр Турну-Мегуреле)
- Трей-Скауне (рум. Trei-Scaune, центр Сфинту-Георге)

Цинут перестав існувати в 1940 році внаслідок територіальних втрат Румунії на користь держав Осі та зречення короля.